# برناردو روميو
برناردو روميو (بالإسبانية: Bernardo Romeo) (10 سبتمبر 1977 بتانديل في الأرجنتين - ) هو لاعب كرة قدم أرجنتيني في مركز الهجوم. شارك مع منتخب الأرجنتين تحت 20 سنة لكرة القدم ومنتخب الأرجنتين لكرة القدم. أما مع النوادي، فقد لعب مع أوساسونا وإستوديانتيس دي لا بلاتا وريال مايوركا وكيلمس ونادي سان لورينزو ونادي هامبورغ.

## مسيرته الكروية
لعب برناردو روميو خلال مسيرته الاحترافية مع 6 أندية في تسعة عشر موسمًا وسجل خلالها 126 هدف ضمن 345 مباراة. ولم يفز بأي موسم بالكأس وفاز في موسم واحد بالدوري.
خاض برناردو روميو مسيرته مع نادي إستوديانتيس دي لا بلاتا في موسم 1995–96 واستمر معه طيلة ثلاثة مواسم، مشاركًا في 40 مباراة سجل خلالها 4 أهداف. ثم انتقل إلى نادي سان لورينزو في موسم 1998–99 في المرة الأولى واستمر معه طيلة ثلاثة مواسم ثم في موسم 2007–08 ليلعب معه أربعة مواسم ثم في موسم 2011–12 لمدة موسم واحد، حيث شارك طوالها في 169 مباراة سجل خلالها 77 هدفًا. لينتقل بعدها إلى نادي هامبورغ في موسم 2001–02 ليلعب معه أربعة مواسم، مشاركًا في 77 مباراة سجل خلالها 35 هدفًا. ثم انتقل إلى نادي ريال مايوركا في موسم 2004–05 لمدة موسم واحد، مشاركًا في 10 مباريات سجل خلالها هدفين. هذا وانتقل لاحقًا إلى نادي أوساسونا في موسم 2005–06 ولمدة موسمين، مشاركًا في 32 مباراة سجل خلالها 4 أهداف. ثم انتقل بعدها إلى نادي كيلمس في موسم 2010–11 لمدة موسم واحد، مشاركًا في 17 مباراة سجل خلالها 4 أهداف أيضًا.

## وصلات خارجية
- برناردو روميو على موقع الاتحاد الدولي (مؤرشف)  (الإنجليزية)
- برناردو روميو على موقع قاعدة بيانات كرة القدم.إي يو (الإنجليزية)
- برناردو روميو على موقع بيانات كرة القدم. دي إي (الألمانية)
- برناردو روميو على موقع ناشيونال فوتبول تيمز (الإنجليزية)
- برناردو روميو على موقع Soccerway.com (الإنجليزية)
- برناردو روميو على موقع عالم كرة القدم.نت (الإنجليزية)